# Craigleith Provincial Park
Craigleith Provincial Park är en park i Kanada.   Den ligger i provinsen Ontario, i den sydöstra delen av landet, 400 km väster om huvudstaden Ottawa. Craigleith Provincial Park ligger 188 meter över havet.
Terrängen runt Craigleith Provincial Park är platt norrut, men söderut är den kuperad. Närmaste större samhälle är Collingwood, 11,9 km sydost om Craigleith Provincial Park. 
Omgivningarna runt Craigleith Provincial Park är en mosaik av jordbruksmark och naturlig växtlighet. Runt Craigleith Provincial Park är det ganska glesbefolkat, med 29 invånare per kvadratkilometer.